# Ga Yaek Nonthaburi 1 MRT
Ga Yaek Nonthaburi 1 (tiếng Thái: สถานีแยกนนทบุรี 1, RTGS: Sathani Yaek Nonthaburi Nuang) là một ga Bangkok MRT trên Tuyến Tím. Nhà ga mở cửa ngày 6 tháng 8 năm 2016 và nằm trên đường Rattanathibet ở tỉnh Nonthaburi. Nhà ga có bốn lối vào.